# Wallengrenia otho
Wallengrenia otho is een vlinder uit de familie van de dikkopjes (Hesperiidae). De wetenschappelijke naam werd gepubliceerd in 1797 door John Abbot en James Edward Smith.